# Castle Forks

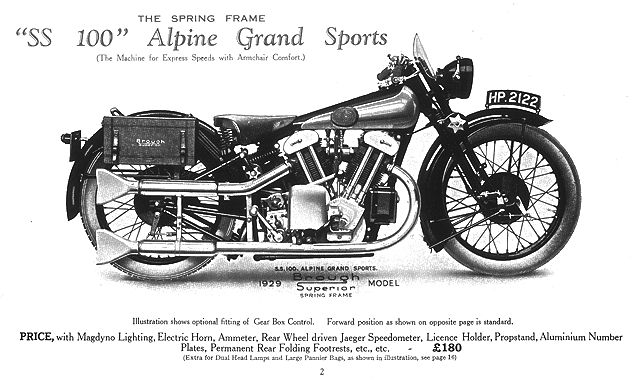
De gepatenteerde (dubbele) voorvork van Brough Superior, hier op een SS 100 Alpine Sports uit 1929

Castle Forks was de naam van een gepatenteerde parallellogramvork van de Brough Superior-motorfietsen.